# Европейская ассоциация продвижения науки и технологии
Европейская ассоциация продвижения науки и технологии, или Евронаука (European Association for the Promotion of Science and Technology; Euroscience) — основанная в 1997 году панъевропейская массовая организация для поддержки и продвижения науки и технологии в Европе.
В настоящее время президентом Евронауки является директор Каталонского исследовательского и инновационного фонда в Барселоне профессор Энрик Банда (Enric Banda). Ранее президентом был Жан-Патрик Конрад (Jean-Patrick Connerade) — заслуженный профессор физики Имперского колледжа Лондонского университета, действующий Президент Европейской академии наук, искусств и литературы.
Членами Евронауки являются свыше 2100 представителей более 40 стран.
Членами Евронауки могут быть европейские ученые всех дисциплин (естественные, математические, медицинские, технические, социальные, гуманитарные науки и искусство), представляющие университеты, исследовательские институты, индустриальный сектор, а также политики, бизнесмены и представители общественности самых разных профилей.
Евронаука открыта для профессиональных исследователей, научных администраторов, аспирантов, инженеров, политиков, учителей, промышленников и вообще граждан, интересующихся наукой и технологией и их связями с обществом.
Евронаука организует собрания на международном или региональном уровне, публикует труды, проводит дискуссии в Интернете.
Задачи Евронауки:
— обеспечение открытого форума для дебатов по научной, технологической и исследовательской политике в Европе;
— укрепление связей между наукой и обществом;
— содействие созданию объединённой научной и технологической системы Европы;
— укрепление связей между исследовательскими организациями и политикой на национальном и европейском уровнях;
— усиление значения Европейского Союза в развитии науки и техники.
— положительное влияние науки и технологии на политику.
Евронаука является базовой организацией Евронаучного открытого форума (ЕНОФ, ESOF), который содействует вовлечению в европейскую науку ученых, руководителей бизнеса, политиков. Этот форум проводится каждые два года в европейских городах: 2004 г. — Стокгольм; 2006 — Мюнхен; 2008 — Барселона; 2010 — Турин; 2012 — Дублин; 2014 — Копенгаген. В 2016 году форум пройдёт в Манчестере, в 2018 году — в Тулузе.